# Tommaso Zorzi
Tommaso Zorzi, né à Milan le 2 avril 1995, est un participant d'émissions de télévision et journaliste italien.

## Biographie

### Jeunesse
Tommaso Zorzi est né en 1995 de la diététicienne Armanda Frassinetti, et de Lorenzo Zorzi, propriétaire de deux sociétés de publicité. Il a une sœur, Gaia, née en 1998. De l'âge de trois ans à l'obtention de son diplôme, il a étudié dans les écoles internationales anglaises de Milan, à l'exception de la deuxième année de lycée, au cours de laquelle il a fréquenté le Collegio San Carlo. Cela lui a permis de maîtriser l'anglais comme langue secondaire. Il parle également couramment l'espagnol et le portugais. Après l'école, il a d'abord déménagé en Écosse, à Glasgow, puis à Londres, où il a obtenu son diplôme en économie et en gestion d'entreprise.

### Carrière
En 2016, il lance FashTime, une application sociale consacrée à la mode et plus tard AristoPop, une ligne d'accessoires. La même année, il débarque à la télévision grâce à la docu-réalité Riccanza, diffusée sur MTV, participant à toutes les éditions du programme.
En 2018, il a participé en tant que compétiteur à la deuxième édition de Dance Dance Dance, étant éliminé en demi-finale. La même année, il participe à la septième édition du Pechino Express. Toujours en 2018, il enregistre le single Se mi Leave non vale avec la collaboration de Donatella Rettore, dans une version moderne et revisitée de la célèbre chanson de 1976.
En 2019, il contribue au succès d'Io sono Giorgia, un remix ironique d'un discours de Giorgia Meloni réalisé par le duo musical MEM & J,.
En 2020, après avoir débarqué sur Mediaset, il dirige l'avant-spectacle de La pupa e il secchione et vice versa avec Giulia Salemi, diffusé en streaming sur Mediaset Play avant chaque épisode de la télé-réalité. La même année, il publie son premier roman Nous sommes tous bien avec les petits amis des autres, publié par Mondadori, qui raconte l'histoire d'un garçon et de ses amours malheureux et paradoxals.
Plus tard[Quand ?], il devient PDG de House of Talent, une Srl fondée par lui-même avec Leonardo Bongiorno, fils de l'animateur de télévision Mike Bongiorno, et Vincenzo Macrì, qui est chargé de la production de contenu télévisuel.[réf. nécessaire]
Entre 2020 et 2021, il participe à la cinquième édition du Grande Fratello VIP, dirigé par Alfonso Signorini, sortant vainqueur avec 68% des voix.
Toujours en 2021, il est chroniqueur, avec Elettra Lamborghini et Iva Zanicchi, de la quinzième édition de l'émission de télé-réalité L'isola dei famosi, animée par Ilary Blasi sur Canale 5.
Depuis mars 2021, il est un invité régulier du Maurizio Costanzo Show et depuis mai de la même année, il passe à la radio en tant qu'invité régulier de la bande quotidienne Faisons semblant que ... de R101 aux côtés de Maurizio Costanzo et Carlotta Quadri.
En 2021 et 2022, il présente, avec la drag Queen Priscilla et la comédienne Chiara Francini, la saison 1 et 2 de Drag Race Italia.

## Filmographie

### Télévision
- 2016-2019 : #Riccanza
- 2018 : Dance Dance Dance : concurrent
- 2018 : Beijing Express - Aventure en Afrique : concurrent
- 2019 : Courtoisies pour les invités : concurrent
- 2020-2021 : Big Brother VIP : gagnant
- 2021 : L'isola dei famosi : chroniqueur
- 2021 : Spectacle Maurizio Costanzo : invité régulier

### Web TV
- 2020 : J'adore! : chef d'orchestre
- 2021 : Il Punto Z : hôte[11]

### Clip vidéo
- 2018 : Code vestimentaire d'Il Pagante

## Radio
- 2021 : Faisons semblant de ça... : invité régulier [10]

## Discographie
- 2018 - Si tu me quittes, ça n'en vaut pas la peine (feat. Donatella Rettore)

## Travaux
- Siamo tutti bravi con i fidanzati degli altri, Mondadori, 2020 (ISBN 9788804722649)